# LUM!X
Luca Michlmayr (Rohrbach-Berg, 23 de julio de 2002), conocido artísticamente como LUM!X, es un disc-jockey austríaco e italiano.

## Biografía
LUM!X comenzó a lanzar sus canciones originales y remezclas en sus cuentas de Soundcloud y YouTube a la edad de 11 años. Después de ser visto por el sello independiente sueco Bounce United, lanzó sus primeros sencillos en 2018.
Saltó a la fama internacional en 2019 cuando su remix de Monster de Meg & Dia, que lanzó originalmente en Soundcloud en 2017, se volvió viral. Después de remezclar la canción con Gabry Ponte, lanzó el sencillo en Spinnin'Records. Monster logró dos discos de platino en Austria y un disco de platino en Francia, Alemania y Polonia, respectivamente, así como sus primeros discos de oro en Dinamarca e Italia. Con 80 semanas en la lista de sencillos alemanes alcanzando la posición 20, es uno de los sencillos de más larga duración en la historia de la lista de éxitos.
En 2020, remezcló el éxito de los 70 de Iggy Pop The Passenger con D.T.E., Gabry Ponte y Mokaby, lanzándolo bajo el título The Passenger (LaLaLa), con el que obtuvo su tercer disco de platino de IFPI Austria. En el verano de 2021, colaboró con Orange Inc y Séb Mont en Champion, el himno oficial del Campeonato de Europa de League of Legends. Más tarde, ese mismo año, produjo el éxito Thunder con Gabry Ponte y Prezioso, su primera entrada en la lista italiana, donde alcanzó el top 50, así como su primer disco de platino de la Federación Italiana de la Industria Musical. Su primera nominación en los Amadeus Austrian Music Awards, el principal reconocimiento musical de Austria, fue en la categoría electrónica/dance.
En febrero de 2022, se anunció que la emisora pública ORF lo seleccionó como representante de Austria en el Festival de la Canción de Eurovisión 2022 en Turín. Su canción, Halo, con la participación vocal de Pia Maria, se estrenó en marzo.

## Discografía

### Sencillos
- 2018 – Bounce United (700k)
- 2018 – Bounce United (1 Million) (con Helion, Mike Emilio y Bounce United)
- 2018 – Underground (con Moha)
- 2019 – Jägermeister
- 2019 – Waiting for Me (con Moha)
- 2019 – Monster (con Gabry Ponte)
- 2020 – The Passenger (LaLaLa) (con D.T.E., Gabry Ponte e Mokaby)
- 2020 – Scare Me (con KSHMR y Gabry Ponte)
- 2021 – Major Tom (feat. Peter Schilling)
- 2021 – Annie Are You OK (con Nick Strand y Mio)
- 2021 – Secrets (con Sølo)
- 2021 – Thunder (con Gabry Ponte y Prezioso)
- 2021 – Champion (con Orange Inc y Séb Mont)
- 2021 – Trick or Treat (con Molow)
- 2022 – Halo (con Pia Maria)

#### Remezclas
- 2018 – Chiraq (Lumix & Myhr Remix) (con Alfons y Myhr)
- 2019 – All Around the World (La La La) [Lumix Remix] (con R3hab y A Touch of Class)
- 2019 – Perfect (Lumix Remix) (con Lucas & Steve feat. Haris)
- 2020 – In Your Eyes (Lumix Remix) (con Robin Schulz feat. Alida)
- 2020 – 5 Miles (Lumix Remix) (con James Blunt)
- 2020 – Paper Thin (Lumix Remix) (con Illenium y Angels & Airwaves)
- 2021 – Nirvana (Lumix & Gabry Ponte Remix) (con A7S y Gabry Ponte)